# Carstairs (Alberta)
Carstairs es un pueblo canadiense situado en la provincia de Alberta.

## Superficie
Carstairs tiene una superficie de 11,77 km².

## Demografía
En 2021, tenía 4898 habitantes, una densidad poblacional de 416,2 hab./km², y 1883 viviendas.